# Hermann Kress
 Wilhelm Hermann Kress (* 15. August 1894 in Zuffenhausen; † 29. August 1954) war ein deutscher akademischer Bildhauer, Radierer und Zeichner.

## Leben

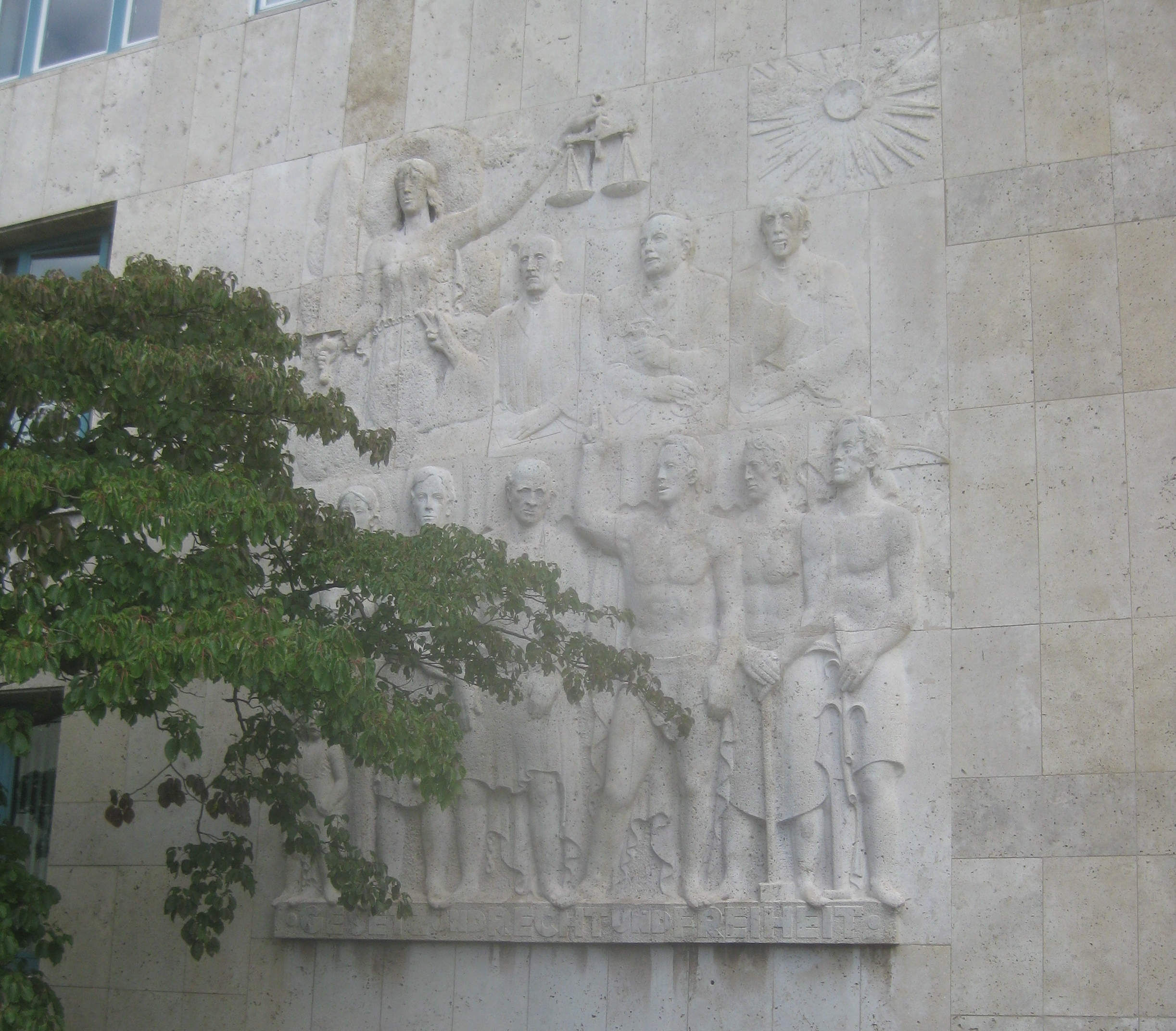
Hochrelief Der Schwur von Hermann Kress am Hochhaus des Landgerichts, Stuttgart (1953)

Hermann Kress wurde in Zuffenhausen geboren. Auf Grund seiner künstlerischen Begabung wurde ihm 1912 ein Studium bei Jakob Brüllmann an der Kunstakademie Stuttgart ermöglicht. Von 1918 bis 1923 absolvierte er ein Studium an der Dresdner Kunstakademie und war Schüler bei Georg Wrba. Neben seinem Studium im Fach Bildhauer nahm er am Zeichen- und Malunterricht teil. Auch wurde er durch seine in Farbe dargestellten Radierungen als Maler berühmt. Ab 1924 arbeitete Kress im eigenen Atelier in der Ammonstraße 9, einem Gartengebäude mit Wohnhaus. Im Jahr 1945 wurde durch die Bombenangriffe auf Dresden sein Anwesen restlos zerstört und er verlor somit sein künstlerisches Gesamtwerk. Nach 1945 verließ er die zerstörte Stadt Dresden und siedelte nach Stuttgart um.

## Werke, Auswahl

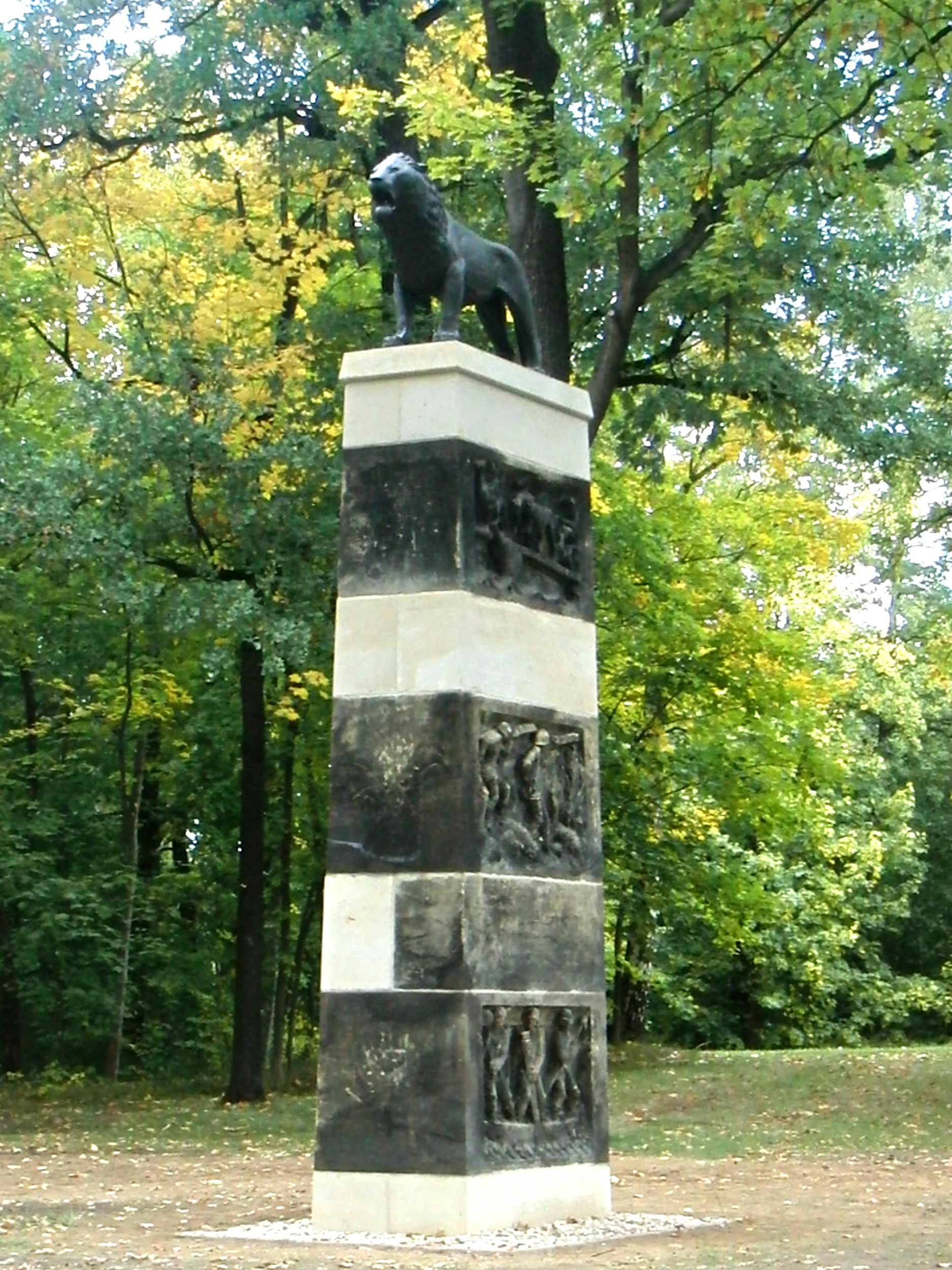
Pionierdenkmal, Dresden

- 1923: Pionierdenkmal an der Brühlschen Terrasse in Dresden, 1946 demontiert und 2012 wieder neu errichtet. Das Denkmal stellt Gedenken und Mahnung für die 4000 gefallenen sächsischen Pioniere im Ersten Weltkrieg dar und wurde am 16. Juni 1923 eingeweiht. In der Sächsischen Armee gab es seit 1698 unter August dem Starken Pioniereinheiten für militärische und zivile Einsätze. Die kommunistischen Machthaber ließen das Pionierdenkmal 1946 beseitigen. Die Löwenfigur und einige Steine wurden allerdings mit Mühe gerettet und befanden sich im Lapidarium der Stadt (ehemalige Zionskirche und Katakomben unter der Brühlschen Terrasse). Im Jahr 2002 wurde eine bereits 1986 gegossene Kopie der Löwenfigur vom einstigen Pionierdenkmal in Dresden-Friedrichstadt aufgestellt. Nach einjähriger zügiger Rekonstruktion steht das Pionierdenkmal jetzt in der Offizierschule des Heeres an der Stauffenbergallee und wurde am 13. Oktober 2012 feierlich eingeweiht.[4]
- 1928: Brunnenfigur mit dem heiligen Georg im Kampf mit dem Drachen im Schlosshof Plauen für die Opfer des Ersten Weltkrieges, 1979 im Stadtpark neu aufgestellt, inzwischen umgesetzt auf die Rasenfläche zwischen Hammerstraße und neuer Elsterbrücke[5]
- 1942 (?) Weltkriegs-Ehrenmal in Reichenbach i. V.
- 1953: Fassadenrelief am Stuttgarter Landgericht
- 1956 (?): Figur weiblicher Genius nach einem Entwurf von Hermann Brachert am Stuttgarter Landgericht